# Руда-Зайончковська
Руда-Зайончковська (пол. Ruda Zajączkowska) — село в Польщі, у гміні Лопушно Келецького повіту Свентокшиського воєводства.
Населення — 431 особа (2011).
У 1975-1998 роках село належало до Келецького воєводства.

## Демографія
Демографічна структура на день 31 березня 2011 року:
|          | Загалом | Допрацездатний вік | Працездатний вік | Постпрацездатний вік |
| -------- | ------- | ------------------ | ---------------- | -------------------- |
| Чоловіки | 210     | 48                 | 151              | 11                   |
| Жінки    | 221     | 55                 | 138              | 28                   |
| Разом    | 431     | 103                | 289              | 39                   |